# Friedrich-Hebbel-Stiftung
Die Friedrich-Hebbel-Stiftung mit Sitz in Kiel wurde 1903 durch die Witwe des Dichters Friedrich Hebbel (1813–1863), Christine Hebbel geb. Engehausen (1817–1910), gegründet. Die Stiftung hat den Zweck, in Norddeutschland geborene oder ansässige Künstler, deren Leistungen über das Durchschnittsmaß hinausgehen, durch die Verleihung des Friedrich-Hebbel-Preises zu fördern. Der Preis ist mit 5000 Euro dotiert.